# Polychrónis Tzortzákis
Polychrónis Tzortzákis (em grego:  Πολυχρόνης Τζωρτζάκης), nascido a 3 de janeiro de 1989 em Chania, é um ciclista grego.

## Palmarés

### Pista
| 2008 - Campeonato da Grécia em Madison 2009 - Campeonato da Grécia em Madison 2010 - Campeonato da Grécia em Madison - Campeonato da Grécia Perseguição por equipas | 2011 - Campeonato da Grécia em Madison - Campeonato da Grécia Perseguição 2012 - Campeonato da Grécia em Madison |

### Rota
| 2010 - 2º no Campeonato da Grécia em Estrada 2011 - 3º no Campeonato da Grécia em Estrada 2012 - 2º no Campeonato da Grécia Contrarrelógio 2013 - 3º no Campeonato da Grécia Contrarrelógio 2014 - Campeonato da Grécia Contrarrelógio 2015 - Campeonato da Grécia em Estrada 2016 - 2º no Campeonato da Grécia em Estrada - 2º no Campeonato da Grécia Contrarrelógio | 2017 - Campeonato da Grécia Contrarrelógio - 3º no Campeonato da Grécia em Estrada 2018 - 2º no Campeonato da Grécia Contrarrelógio - Campeonato da Grécia em Estrada 2019 - Tour do Egipto, mais 1 etapa - 2 etapas da Volta a Marrocos - Campeonato da Grécia Contrarrelógio - 2º no Campeonato da Grécia em Estrada - In The Steps of Romans, mais 1 etapa |

## Resultados em Grandes Voltas e Campeonatos do Mundo
Durante a sua carreira desportiva tem conseguido os seguintes postos nas Grandes Voltas e nos Campeonatos do Mundo em estrada:
| Carreira               | 2010 | 2011 | 2012 | 2013 | 2014 | 2015 | 2016 | 2017 | 2018 | 2019 |
| ---------------------- | ---- | ---- | ---- | ---- | ---- | ---- | ---- | ---- | ---- | ---- |
| Giro d'Italia          | -    | -    | -    | -    | -    | -    | -    | -    | -    | -    |
| Tour de France         | -    | -    | -    | -    | -    | -    | -    | -    | -    | -    |
| Volta a Espanha        | -    | -    | -    | -    | -    | -    | -    | -    | -    | -    |
| Mundial em Estrada     | -    | -    | -    | -    | -    | Ab.  | -    | -    | -    | Ab.  |
| Mundial Contrarrelógio | -    | -    | -    | -    | -    | 55º  | 53º  | -    | -    | -    |

-: não participa

Ab.: abandono